# Perossido di bario
Il perossido di bario (o biossido di bario) è un composto chimico inorganico con formula BaO2.
A temperatura ambiente si presenta come un solido da bianco a giallo chiaro inodore. È un composto nocivo e un ossidante: come molti componenti del bario, il suo innesco dà una fiamma verde brillante, motivo per cui veniva usato nei fuochi artificiali.

## Sintesi
In laboratorio il perossido di bario si prepara riempiendo un tubo per combustioni con ossido di bario, riscaldandolo fino a circa 650 °C e si facendovi passare una corrente di ossigeno finché questo non viene più assorbito. Oltre gli 800 °C il perossido di bario si decompone nuovamente rilasciando ossigeno e ossido di bario.:
{\displaystyle {\ce {2BaO\ +\ O2<=>2BaO2}}}
Questa reazione è alla base dell'ormai obsoleto processo Brin per separare l'ossigeno dall'atmosfera. Altri ossidi, come l'ossido di sodio (Na2O) e l'ossido di stronzio (SrO) hanno un comportamento analogo.
Un altro utilizzo caduto in disuso, il perossido di bario serviva per produrre perossido di idrogeno tramite la seguente reazione con l'acido solforico, dove il solfato di bario veniva successivamente separato tramite filtrazione:
{\displaystyle {\ce {BaO2\ +\ H2SO4->H2O2\ +\ BaSO4}}}